# Betta edithae
Бійцівська рибка Едіт (Betta edithae) — тропічний прісноводний вид риб з родини осфронемових (Osphronemidae), підродина макроподових (Macropodusinae).
Отримав свою назву на честь Едіт Кортгауз (нім. Edith Korthaus), яка разом з Вальтером Фьоршем (нім. Walter Försch) 1979 року зібрала цих риб на болотах південного Калімантану. Іменем Фьорша названий інший від бійцівських рибок — Betta foerschi.
Бійцівська рибка Едіт є єдиним представником групи видів Betta edithae, близьких родичів поки не було знайдено.

## Опис

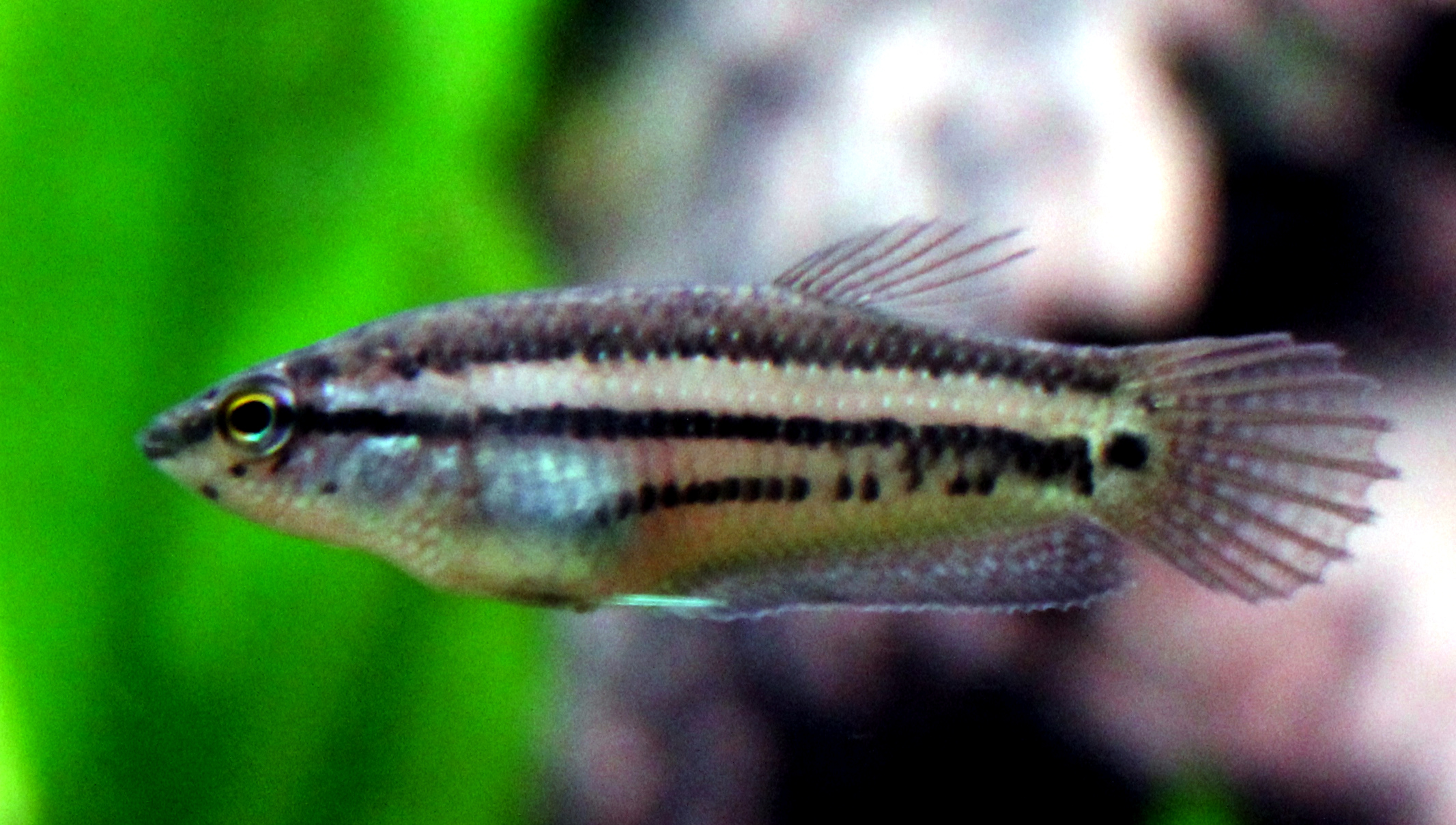
Самка Betta edithae.

Максимальна стандартна (без хвостового плавця) довжина становить 62 мм; максимальна загальна довжина 82 мм.
Голова велика, лоб широкий, очі маленькі. Всі плавці короткі й невеликі за площею. Хвостовий плавець округлий. В анальному плавці 2 твердих і 26-29 м'яких променів.
Забарвлення бежеве з темним ряботинням, що утворює нечіткі поздовжні смуги. Чорна смужка проходить від нижньої губи через око до зябрової кришки. При збудженні в самців на боках виступають 8-9 рядів смарагдових крапочок. Непарні плавці з коричневими променями та блакитними мембранами, мають тонку кремову облямівку. Під час догляду за потомством самець світлішає, його забарвлення складається з 3-4 чорних горизонтальних ліній.
Самки трохи менші, не такі барвисті й мають коротші непарні плавці.

## Поширення
Вид поширений в Індонезії на великій території. Зустрічається на островах Суматра (провінції Південна Суматра, Лампунг), Калімантан (Південний, Центральний і Західний Калімантан), Бінтан (Острови Ріау), Банка й Белітунг. Орієнтовна площа ареалу поширення становить 567 тис. км².
Залишається незрозумілим, чи всі ці популяції належать до одного виду, адже риби з Бінтану відрізняються від зразків з Калімантану за кількома ознаками, а популяція з Палембангу нагадує популяцію з Банки.
Вид зустрічається як у водоймах з чистою прозорою водою, так і в «чорноводних» водоймах, розташованих серед низинних та торфових болотних лісів. Betta edithae можна зустріти також у ставках, розташованих на відкритій місцевості, стоячих або з млявою течією, глибиною 1-2 метри, з'єднаних з великими річками. Іноді трапляється у водоймах, що зазнали антропогенних змін, таких як канави та канали.
Живе у кислих або нейтральних водах з показником pH 6,5-7,5 і твердістю до 20 °dH, температура води 24–28 °C.

## Біологія
У природі бійцівська рибка Едіт харчується комахами та іншими дрібними безхребетними.
Нереститься в типовий для бійцівських рибок, що інкубують ікру в роті, спосіб. Самка ротом збирає ікринки й випльовує їх самцеві для інкубації. Плідність становить 15-30 ікринок. Самець виношує потомство 14-20 днів, тривалість інкубації залежить від температури води. Самка не бере участі в догляді за потомством.

## Утримання в акваріумі
Вид інколи зустрічається в торгівлі акваріумними рибами.
B. edithae — це мирна риба. Вона не висуває жорстких вимог до якості води, рекомендовані гідрохімічні показники: рН 5,0-7,5, твердість 10-20 °dH, температура 25–28 °C.
Бійцівська рибка Едіт може нереститись у спільному акваріумі. Підвищення температури спонукає риб до нересту. Можуть спаровуватись всередині печери (це може бути покладений боком горщик для квітів) або біля неї, поблизу дна або біля поверхні води серед рослин. Самець обіймає самку в типовий для бійцівських рибок спосіб, змушуючи її випустити кілька непрозорих білих ікринок, які відразу запліднюються й падають на дно. Самка підбирає ікринки й випльовує їх в напрямку самця, той ловить ікру й накопичує в горловому мішку. Нерестові обійми повторюються, поки самка не вичерпає весь свій запас ікри, процес може тривати 4-5 годин. Потім самець з ікрою в роті відступає в схованку, а самка протягом наступних 1-2 днів стоїть поблизу на сторожі; згодом вона поступово повертається до своєї нормальної поведінки. Нерест відбувається приховано, часом єдиним свідченням того, що він стався, є самець, який переховується з ікрою в роті. Краще, якщо він виношуватиме потомство в окремому акваріумі.
В кінці самець випускає від 20 до 100 мальків. Молодь розміром з новонароджених мальків гуппі відразу бере живі наупліуси артемій та мікрочерв'ячків. Мальки швидко ростуть. Дорослими риби стають за 6 місяців.